# Centro Cívico Sambódromo

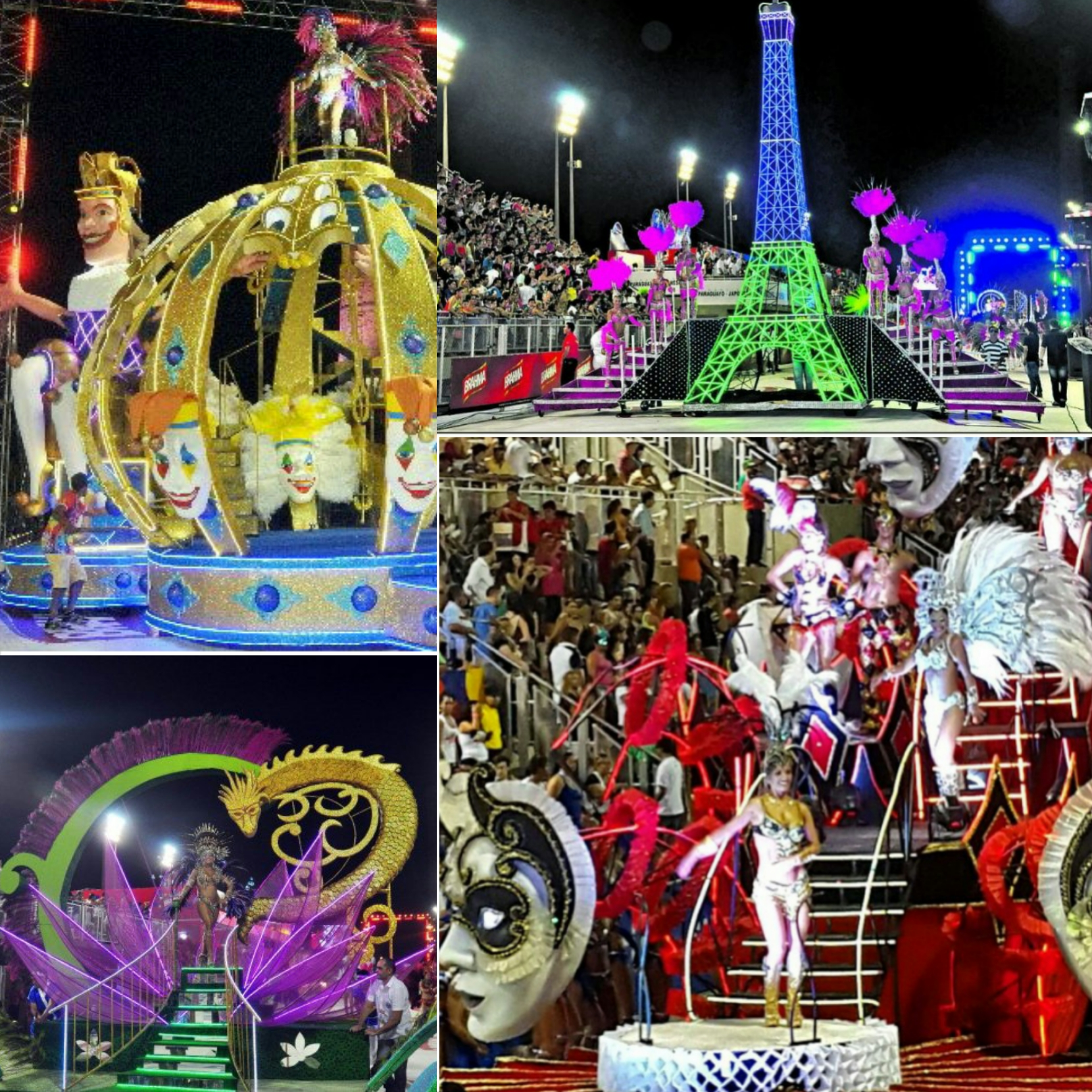
Diferentes carrozas alegoricas en el sambodromo del carnaval encarnaceno

El Centro Cívico Sambódromo es un sambódromo ubicado en la ciudad de Encarnación, Paraguay. Es el tercero más grande emprendimiento de su tipo a nivel mundial, superado solo por los sambódromos de Río de Janeiro y São Paulo. Tiene 440 metros de longitud y 12,50 metros de ancho. La inversión para su construcción está cercana a los 21 000 millones de guaraníes.